# Avion Express
Avion Express – litewski leasingodawca samolotów wraz z załogą (ACMI) z siedzibą w Wilnie.

## Historia
Avion Express powstał w 2005 roku jako Nordic Solutions Air Services. W tym czasie linia lotnicza obsługiwała cztery samoloty towarowe i pasażerskie Saab 340. W 2008 roku firma zmieniła nazwę na obecną, tj. Avion Express. W 2010 roku Avion Express został przejęty przez francuską firmę inwestycyjną Eyjafjoll SAS, utworzoną przez Avion Capital Partners ze Szwajcarii wraz z innymi inwestorami.

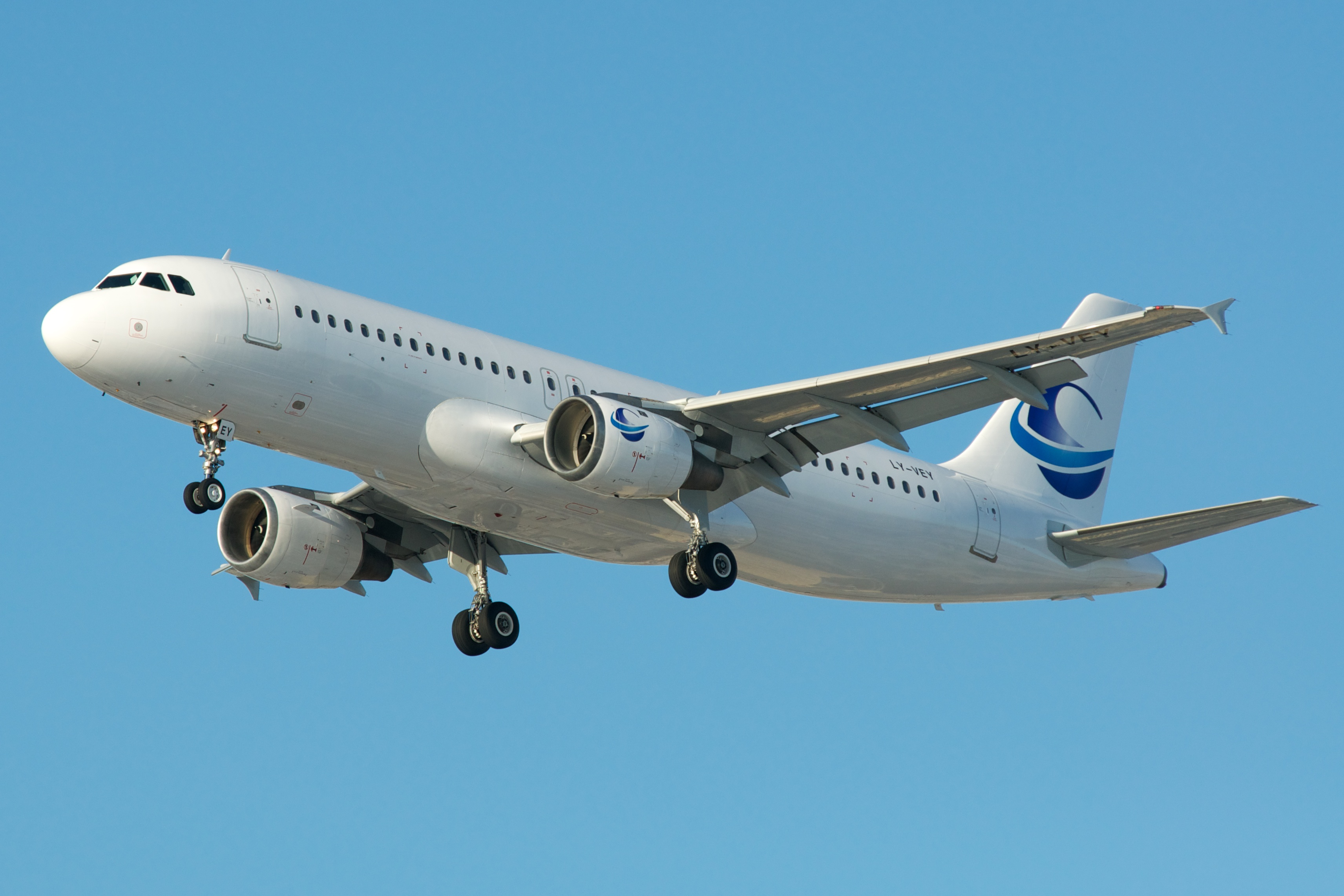
Avion Express - Airbus A320

W 2011 roku Avion Express wprowadził swojego pierwszego Airbusa A320, który był pierwszym samolotem Airbusa zarejestrowanym na Litwie. W grudniu do floty dołączyły dwa kolejne Airbusy A320. W 2013 roku Avion Express pomyślnie przeszedł audyt bezpieczeństwa operacyjnego IOSA, w wyniku czego uzyskał rejestrację IATA. Ostatni samolot towarowy Saab 340 został wycofany w marcu 2013 roku. Do lata 2014 roku linia lotnicza obsługiwała flotę w postaci 9 Airbusów A320 i 2 Airbusów A319. W tym samym roku Avion Express założył spółkę zależną Dominican Wings, tanią linię lotniczą z siedzibą w Santo Domingo na Dominikanie. Latem 2017 roku Avion Express wprowadził do swojej floty samoloty typu Airbus A321.
W czerwcu 2017 roku Avion Express ogłosił, że sprzedał swój 65% udziałów w Dominican Wings Prezesowi Spółki Victorowi Pacheco. 
W 2019 roku Avion Express założył Avion Express Malta, spółkę zależną z siedzibą na Malcie. Firma rozpoczęła działalność w maju i obecnie obsługuje 1 samolot Airbus A320. 
Kapitanem samolotów typu Airbus A320 w Avion Express był Dariusz Kulik, polski pilot samolotów pasażerskich, youtuber – założyciel kanału Turbulencja oraz autor książki o takim samym tytule (2020) (ISBN 978-83-8129-622-9). 

## Szkolenie załogi
W sierpniu 2017 roku Avion Express podpisał umowę partnerską z Litewską Akademią Lotniczą (Instytut Lotnictwa VGTU A. Gustaitisa). Od jesieni 2017 roku Avion Express współpracuje również z BAA Training w ramach programu kadetów dla osób z niewielkim doświadczeniem lub bez doświadczenia w lataniu. W kwietniu 2019 roku Avion Express ogłosił uruchomienie swojego pierwszego programu szkoleniowego MPL z udziałem BAA Training.

## Flota
Stan na 23 czerwca 2023 r. Średni wiek floty wynosi 15.3 lata.:

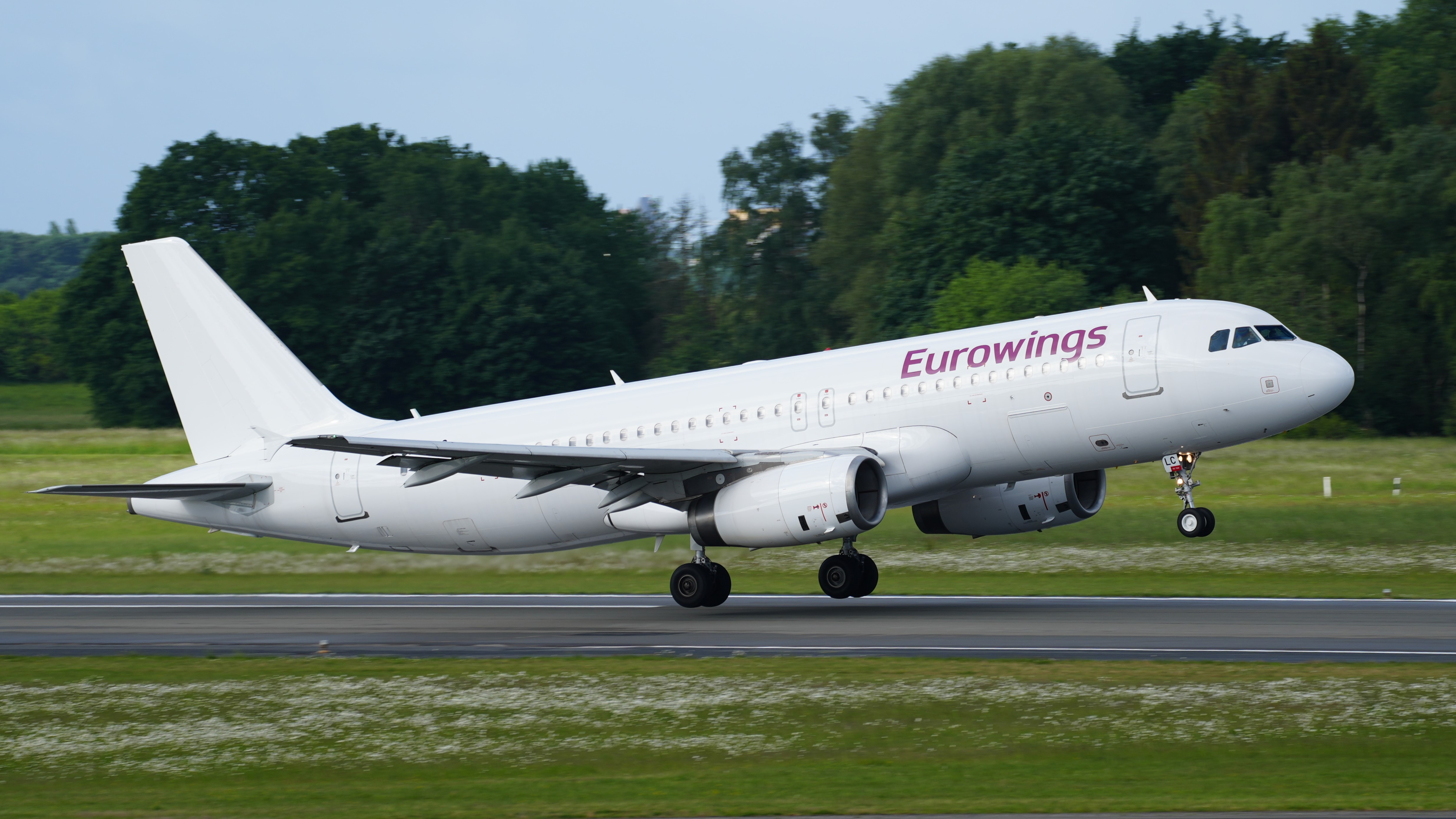
Airbus A320 Avion Express w malowaniu Eurowings

| Model       | Liczba | Rejestracja |
| ----------- | ------ | ----------- |
| Airbus A320 | 36     |             |
| Airbus A321 | 3      |             |